# Banque de Lyon
La Banque de Lyon est une ancienne banque française.

## Histoire
La Banque de Lyon est une banque d'émission et d'escompte constituée en 1835 avec un capital de deux millions de francs, réparti à parts égales entre V.F. Beaup, Bontoux, Adrien Delahante, L. Dugas, P. Galline, E. Gautier, Goüin, Veuve Guerin et fils, Pons-Morin & Steiner et C. Gaspar Vincent.
En 1848, elle devient une succursale de la Banque de France.

## Sources
- Louis de Larrard, La banque de Lyon (1835-1848), Paris, 1920
- Bertrand Gille, La banque en France au XIXe siècle : recherches historiques, 1970